# 17198 Ґор'юп
17198 Ґор'юп (17198 Gorjup) — астероїд головного поясу, відкритий 3 січня 2000 року.
Тіссеранів параметр щодо Юпітера — 3,597.